# Sicya solfataria
Sicya solfataria là một loài bướm đêm trong họ Geometridae.